# 구라철
《구라철》은 2020년 2월 14일부터 2021년 8월 11일 까지 유튜브에서 방송하였던 웹예능으로, 스튜디오K 가 제작했다.

## 시즌 1

### 2020년
본 프로그램은 질병관리청 방역 지침에 따라, 코로나19 범유행과 관련해 출연진, 스태프 관계자들의 개인 위생수칙을 준수합니다.
| 회차 | 공개일    | 제목 | 게스트                         | 비고                                              |
| ---- | --------- | --- | ------------------------------ | ------------------------------------------------- |
| 1    | 2월 14일  | 김구라 "KBS는 왜 때깔이 누리끼리해요? 왜 맨날 베껴요?" 공영방송 KBS 사장님 찾아가서 노빠꾸+노브레이크 일침대잔치 날린 김구라ㅣ구라철🚇 EP.1 |                                |                                                   |
| 번외 | 2월 21일  | 구라철ㅣ김구라 방송3사 구내식당 전격비교🍚 (성규ㅣ김영철ㅣ유재석ㅣ짬밥ㅣ근대된장국ㅣ불고기) 구라철 팬소통 VLOG = 구라로그📹 EP.1            | 김성규 김영철                  |                                                   |
| 2    | 3월 6일   | 구라철ㅣ김구라 “우리 그리, 지코(ZICO)처럼 만들어준다며!!🤬” 브랜뉴뮤직(=아들 회사) 가서 학부모 상담 때리고 온 김구라ㅣ구라철🚇 EP.2         | 그리 라이머                    |                                                   |
| 3    | 3월 13일  | |                                | 돈 스파이크 필로폰 투약 적발 사건으로 인해 비공개 |
| 번외 | 3월 18일  | 구라철ㅣ김민아 “워크맨 따라했네ㅋ” [경]🎊채널 개통🎊[축] 김구라 댓글 읽기 중 구구절절 해명한 이유ㅣ구라철🚇                                 | 김민아                         | 채널 독립                                         |
| 4    | 3월 20일  | 김구라, 카페 사장 금수저 논란 종결시킴! "☕커피 한 잔에 OO원🤬??" 성수동 카페 털러갔다가 BTS 생일파티까지 간 김구라?ㅣ구라철🚇 EP.4         |                                |                                                   |
| 5    | 3월 27일  | 김구라의 💰돈내 한 바퀴💰ㅣ압구정 돈내 나요? 안나요. 났었는데?? 아니 안나요 그냥;; (feat.정준하)ㅣ구라철🚇 EP.5                             | 정준하                         |                                                   |
| 번외 | 4월 3일   | 김구라 실버버튼 때문에 [❓❓❓]까지 했다? (달고나 커피ㅣ이케아 조립ㅣ헬메르ㅣ국민 서랍ㅣ본드홀멘)ㅣ구라로그📹 EP.2                          |                                |                                                   |
| 번외 | 4월 8일   | 임진모 \| 달고나커피 \| 노동요) 구라로그📹 EP.3                                                                                             |                                |                                                   |
| 6    | 4월 10일  | "니들은 재밌냐💢?!" 김구라 개콘 털러 감! 망한 이유 거침없이 물어봤다!! (feat.유민상,갸루상,갈갈이,김대희) ㅣ🚇 EP.6                         | 유민상, 박성호, 박준형, 김대희 | 구라철 최고 조회수, 유일한 200만 조회수 돌파 영상 |
| 7    | 4월 17일  | 😒:성규야 너 연예인 병사였어? 꿀빨았네? 🤦‍♂:에?💢 😒: 너 울림 이사 된다고? 🤦‍♂:돈만 주면 하죠💰 ㅣ🚇 EP.7                                     | 성규                           |                                                   |
| 번외 | 4월 22일  | 구라철ㅣ김구라랑 티키타카 쩌는 김성규! 울림도 털고 구라철 하드도 탈탈💨 털어봤습니다ㅣ구라철🚇 잔잔바리.zip                                 | 성규                           |                                                   |
| 8    | 4월 24일  | 💰클릭하면 10만 원 생기는 영상?💰 김구라, 재난기본소득으로 김포에서 Flex! ㅣ🚇 EP.8                                                         | 정하영                         | 광고: 경기도 김포시                               |
| 9    | 5월 1일   | 구라철ㅣ김구라 상극 연예인 1위 = 솔비🤦🏻 작품 직거래 현장! 네고❌ 선 제시❌ 소통❌ \| 🚇 EP.9                                                | 솔비                           |                                                   |
| 10   | 5월 8일   | 정자왕👑 출신 김구라가 파헤쳐본 비데💦와 정력💪의 상관관계 \| 🚇 EP.10                                                                      |                                | 광고: 아이젠                                      |
| 11   | 5월 15일  | 김구라의 소름끼치는 역대급 전생 체험! 김구라가 독설가가 될 수밖에 없었던 이유는?ㅣ🚇 EP.11                                                  | 설기문                         |                                                   |
| 12   | 5월 22일  | 국회의원까지 쑤시러 간 김구라, 🤬: "국민이 우스워? 이 공약들 다 지켜!!!" (feat. 김종민) ㅣ🚇 EP.12                                          | 김종민                         |                                                   |
| 13   | 5월 29일  | 뇌피셜🧠VS독설🗣? 김종민의 도발에 FUN하고 COOL하고 SEXY하게 대응하는 김구라 ㅣ🚇 EP.13                                                       | 김종민                         |                                                   |
| 14   | 6월 5일   | 미스터트롯부터 아이유와 BTS 까지!! 행사비 전부 다 까발림!!😮 [제2 연예계 X-파일?!] ㅣ🚇 EP.14                                               | 조영구                         |                                                   |
| 15   | 6월 12일  | ※허위ㆍ과장※의 대명사 홈쇼핑? 생방송까지 털러 간 구라 🤑김구라 구매시 염경환 공짜!!💰 [단/독/구/성] 💸 ㅣ🚇 EP.15                           | 염경환                         |                                                   |
| 16   | 6월 19일  | 더 이상의 자세한 설명은 생략한다 ㅣ🚇 EP.16                                                                                                 | 김성모                         |                                                   |
| 번외 | 6월 26일  | "오죽하면 🔫쐈겠어!" 음악평론가 임진모 VS 음악 애호가 김구라의 답 없는💦 선곡 대결 \| 구라로그📹 EP.4                                       | 임진모                         |                                                   |
| 17   | 7월 3일   | 👤:요즘 TV 봐? 👥:응~ 안 봐~ 📺TV보는 사람 60대 이상인 게 학계 정설? 구라철이 쑤셔봤다!ㅣ🚇 EP.17                                           |                                |                                                   |
| 번외 | 7월 10일  | "김구라가 🔫쏜다!" 정답 맞히는 사람에게 선물 드립니다 (❌구라아님❌) \| 구라로그📹 EP.5                                                     |                                |                                                   |
| 18   | 7월 17일  | 🦄(펄~럭) 두유노 쿠팡?배민?토스?무신사?야놀자?메디힐?배그?위메프? 🦄 Who's NEXT?!ㅣ🚇 EP.18                                                 | 박찬호                         |                                                   |
| 번외 | 7월 24일  | 이거 안 보면 지상렬 (feat.구내염) \| 구라로그📹 EP.6                                                                                        | 염경환                         |                                                   |
| 번외 | 7월 31일  | . . .사연이 있어요 제물포고에는 \| 구라로그📹 EP.7                                                                                          | 염경환                         |                                                   |
| 19   | 8월 7일   | 정부가 집값을 안 잡는 이유?" 부동산 전문가도 놀란 김구라의 충격 부동산 해결방법! ㅣ🚇 EP.19                                                 |                                |                                                   |
| 20   | 8월 14일  | "코빅은 돼고! 개콘은 외않되?" KBS 심의위원 쑤셔봤습니다 ㅣ🚇 EP.20                                                                          |                                |                                                   |
| 21   | 8월 21일  | ⛳골프 좋아하는 김구라가 차태현을 만났을 때👬ㅣ🚇 EP.21                                                                                     | 차태현                         |                                                   |
| 22   | 8월 28일  | 블랙아이드필승 RADO )ㅣ🚇 EP.22 | 라도                           |                                                   |
| 번외 | 9월 4일   | 김구라 2차 저격? 매니저, 스타일리스트, 피디까지! 터질게 터졌다!? \| 구라로그📹 EP.8                                                         |                                |                                                   |
| 23   | 9월 11일  | 인간시대의 끝이 도래했다🤖 자율주행차 타고 아시아 실리콘밸리 투어해 봄!ㅣ🚇 EP.23                                                           |                                | 광고 성남시                                       |
| 24   | 9월 18일  | [올타임 레전드] 김구라 웃음 치트키 엄용수! 돌싱vs돌돌싱 자강두천 빅매치? ㅣ🚇 EP.24                                                         | 엄영수                         |                                                   |
| 25   | 9월 25일  | 종로 금거래소까지 간 자낳괴 김구라!🤑 '금' 지금 사? 말아?? 팔아??? (feat.실버버튼 언박싱) \| 🚇 EP.25                                       |                                |                                                   |
| 26   | 10월 9일  | 잭슨X박준형 바르는 '구라X상렬'! 우리말 겨루기 레전드 🚇 EP.26                                                                               | 엄지인 지상렬                  |                                                   |
| 27   | 10월 16일 | '포기하면 편해요...' 전문가도 손절한 코로나 방역빌런 심리분석 🚇 EP.27                                                                      | 장근영                         |                                                   |
| 28   | 10월 23일 | 인간 등급표 실존한다!? 결혼정보업체 X-파일 쑤시고 옴! 🚇 EP.28                                                                              | 윤정수                         |                                                   |
| 29   | 10월 30일 | 시청 또 쳐들어갔습니다... 왜 시장은 김구라를 Pick 했을까? 🚇 EP.29                                                                          | 곽상욱                         | 경기도 오산시                                     |
| 30   | 11월 6일  | 6년째 욕먹는 마술 진상 김구라! 대마법사 최현우와의 자강두천 빅매치! 🚇 EP.30                                                                | 최현우                         |                                                   |
| 31   | 11월 13일 | 가요계 큰 손 태진아! 47억에 산 빌딩이 XXX억?!? 돈 복이 줄줄 흐른다! 🚇 EP.31                                                                | 태진아                         |                                                   |
| 번외 | 11월 20일 | [단독] 김구라♥ 은밀한 시흥 데이트 현장 포착 (갯골생태공원, 웨이브파크, 오이도) \| 구라로그📹 EP.9                                           | SHORRY J                       | 경기도 시흥시                                     |
| 32   | 11월 27일 | 인간 에듀윌 서경석👃 가족같은 회사에게 팽당했던 이유는?!(feat. 화살코의 역공) 🚇 EP.32                                                      | 서경석                         |                                                   |
| 33   | 11월 24일 | 차세대 유재석이 XXX이라고? (ONLY 구라's Pick) 🚇 EP.33                                                                                      | 황제성                         |                                                   |
| 34   | 12월 11일 | 김구라, 씨젠 전격 방문! 주가 급등락의 현장을 파헤치다! 🚇 EP.34                                                                             |                                |                                                   |
| 35   | 12월 18일 | 경력직 BJ 김구라! 라이브 중 시청자들에게 빅엿 대참사 🚇 EP.35                                                                               | 조세호, 박성호, 조영구         |                                                   |
| 36   | 12월 25일 | 내가 낸 기부금은 다 어디로갈까? 구세군빌딩 처들어간 김구라! 🚇 EP.36                                                                        |                                |                                                   |
| 37   | 12월 31일 | [올타임 레전드] 김구라 웃음 치트키 엄용수! 기부하러 갔다가 대역죄인 된 사연은? 🚇 EP.37                                                     | 엄영수                         |                                                   |

### 2021년
본 프로그램은 질병관리청 방역 지침에 따라, 코로나19 범유행과 관련해 출연진, 스태프 관계자들의 개인 위생수칙을 준수합니다.
| 회차 | 공개일   | 제목 | 게스트 | 비고                        |
| ---- | -------- | --- | ------ | --------------------------- |
| 38   | 1월 15일 | 넷플릭스 '365일' 잇는 2021 최고기대작!(feat.떡국열차)                                                                     | 봉만대 | 무슨 이유인지 비공개되었다. |
| 39   | 1월 22일 | 원조 구라 잡는 캐릭터 1위 솔비! 구라철 역대급 난항각? 🚇 EP.39                                                            | 솔비   |                             |
| 번외 | 1월 29일 | 🚨단독🚨 김구라, 호사가가 된 이유는? (랜선집들이 \| 연예인 서재 \| 책추천 \| 넷플릭스 추천 \| 김흥국 \|모닝루틴) 📹 EP.10 |        |                             |
| 40   | 2월 5일  | 👥 : 조세호 왜 안나왔어? 🤷‍♂ :시간이 안 되는데 어떻게 가요? (당당) 🚇 EP.40                                                | 조세호 |                             |
| 41   | 2월 12일 | "그동안 감사했습니다..." 김구라 구라철 팬미팅 현장에서 마지막 인사..?🚇l EP.40                                            | 조영구 | 시즌1 종영                  |

## 시즌 2

### 2021년
본 프로그램은 질병관리청 방역 지침에 따라, 코로나19 범유행과 관련해 출연진, 스태프 관계자들의 개인 위생수칙을 준수합니다.
| 회차 | 공개일   | 제목 | 게스트   | 비고   |
| ---- | -------- | --- | -------- | ------ |
| 0    | 4월 3일  | 구라철이 돌아왔다!! ※제보환영※ 사람을 찾습니다 구라철이 돌아왔다!! ※제보환영※ 사람을 찾습니다 구라철🦷 EP.0 |          |        |
| 1    | 5월 7일  | 장영란 능가하는 일반인의 등장?! 말빨 하나로 홍대 점령한 미친 옷가게 사장님 구라철🦷 Ep.1 (ENG SUB) |          |        |
| 2    | 5월 14일 | 학벌주의자 김구라에게 팩폭!! "한국 교육은 잘못됐다!" 미친말빨 수학 일타강사 정승제, 대학 공개?! 학벌주의자 김구라에게 팩폭!! "한국 교육은 잘못됐다!" 미친말빨 수학 일타강사 정승제, 대학 공개?! 구라철🦷 Ep.2 (ENG SUB) | 정승제   |        |
| 3    | 5월 21일 | [구독자 이벤트] 회사에서 먹고 자고, 짠내나는 과거 딛고 일어나 전국 1위 찍은 수입차 영업왕 구라철🦷 Ep.3 (ENG SUB) |          |        |
| 4    | 5월 28일 | '쩝쩝박사'되고 싶은 사람들 다 모여라! '있어 보이는' 맛표현 꿀팁 대방출 '쩝쩝박사'되고 싶은 사람들 다 모여라! '있어 보이는' 맛표현 꿀팁 대방출 구라철🦷 Ep.4 (ENG SUB)                                                   | 박상현   |        |
| 5    | 6월 4일  | [1080p] 구라(Gura)의 킬링벌스를 라이브로! 짜이야, 아냐아냐아냐, 어뤠 등 (ENG SUB) |          |        |
| 6    | 6월 11일 | 김구라, NBA 해설 도전!! 근데 이제 라떼를 곁들인... 구라철🦷 Ep.6 | 김명정   |        |
| 7    | 6월 18일 | "삶의 질이 달라졌어요.." 아무도 말해주지 않았던 상식! (똥 잘 닦는법) 구라철🦷 Ep.7 (ENG SUB) | 임익강   |        |
| 8    | 6월 25일 | KBS 블라인드 실화?! 진실을 파헤치러 간 김구라! "이래서 KBS 욕먹는 거야! 구라철🦷 Ep.8 (ENG SUB) | 양승동   |        |
| 9    |          | |          | 비공개 |
| 10   | 7월 9일  | 김구라 멱살 잡고야만 마리텔 풍차교수😂 우리 구라가 드디어 달라졌어요 구라철🦷 Ep.10 (ENG SUB) | 김현아   |        |
| 11   | 7월 16일 | 머리 새파란 연하남이 갑자기 내 이름을 물어본다면? 구라철🦷 Ep.11 (ENG SUB) |          |        |
| 12   | 7월 23일 | 역대급 예능 신인 등장! 감히 김구라에 빨대 꽂은 겁없는 빙神이 나타났다!? 구라철🦷 Ep.12 (ENG SUB) | 제갈성렬 |        |

## 시즌 3

### 2021년
본 프로그램은 질병관리청 방역 지침에 따라, 코로나19 범유행과 관련해 출연진, 스태프 관계자들의 개인 위생수칙을 준수합니다.
| 회차 | 공개일    | 제목 | 게스트                    | 비고   |
| ---- | --------- | --- | ------------------------- | ------ |
| 0    | 9월 29일  | 구라철이 돌아왔다!! ※제보환영※ 사람을 찾습니다 구라철🦷 EP.0                                                   |                           |        |
| 1    | 10월 1일  | 🚨모든 투자는 개인의 선택이며, 그래서 망하는 겁니다🚨 Ep.1                                                     | 박종훈                    |        |
| 2    | 10월 8일  | 관상으로 본 대선후보! 과연 2022년 20대 차기 대통령은 누구?🧐 Ep.2                                              | 김흥국                    |        |
| 3    | 10월 15일 | (충격) 걸그룹 벤처기업 사장, Itzy aespa에 머리깎고 투쟁 (feat. STAYC) Ep.3                                     | 라도                      |        |
| 번외 | 10월 17일 | 꾹꾹이춤 1타 강사 심자윤 선생님과 우당탕탕 강의 시간 (구라철 잔잔바리)                                         | 라도                      |        |
| 4    | 10월 22일 | [올타임레전드] 좌파vs우파 현피 현장 (feat: 엠씨vs게스트 현피) Ep.4                                             | 강성범 최국               |        |
| 5    | 10월 29일 | 🚫클린봇이 부적절한 표현을 감지한 영상입니다🚫 (feat. 화천대유, 부동산) Ep.5                                   | 강성범 최국               |        |
| 6    | 11월 5일  | [치트키조합] 손흥민 김흥국 이천수 이재명 윤석열 벤투 백신 오징어게임 다 나옴 Ep.6                              | 강성범 최국 이천수 김흥국 |        |
| 7    | 11월 12일 | 여자 짐승(?) 친구 Ep.7                                                                                         | 조혜련                    |        |
| 8    | 11월 19일 | 🚨최초충격단독🚨 김구라, 10년전 마카오 카지노 썰부터 결국 스포츠토토 베팅까지 Ep.8                             |                           | 비공개 |
| 9    | 11월 26일 | [욕타임레전드] 다음 중 가장 빡친사람은? 1.구라엄마 2.영구아내 3.빡구 4.KBS 사장 Ep.9                           | 조영구 윤성호             |        |
| 10   |           | |                           | 비공개 |
| 11   | 12월 10일 | 나는 얀센맞은 김흥국입니다 Ep.11                                                                               | 김흥국                    |        |
| 12   | 12월 17일 | [ENG/AR SUB] 쁘걸, 에이핑크, 씨스타, 현아 안무 짰는데 빈털터리 된 사연 Ep.12                                   | 김규상                    |        |
| 13   | 12월 31일 | [치트키 조합] 박근혜, 손흥민, 오마이걸, 아크로포레스트, 스파이더맨, 김구라아들, 빌보드1위 다 나오는 예능 Ep.13 | 김흥국 육중완 효정        |        |

### 2022년
본 프로그램은 질병관리청 방역 지침에 따라, 코로나19 범유행과 관련해 출연진, 스태프 관계자들의 개인 위생수칙을 준수합니다.
| 회차 | 공개일    | 제목 | 게스트                             | 비고 |
| ---- | --------- | --- | ---------------------------------- | --- |
| 14   | 1월 7일   | G급높은 선수, 은퇴 후 짠내현실/ 한화 ⁃ 롯데 우승 못하는 이 유/ 야구계 인성 터질 게 터졌다! Ep.14                                                          | 김요한 이대형 이선규               | |
| 15   | 1월 14일  | 2021을 빛낸 최고의 스포츠 사건사고는? Ep.15 | 김요한 이대형 이선규               | |
| 16   | 1월 21일  | [폭탄💣발언] 양현종이 말하는 "류김양"과 "올해 우승팀"?! Ep.16                                                                                             | 양현종                             | |
| 17   | 1월 28일  | 대선 D-40! 양자토론 무산되어 하자토론 Ep.17 | 김영민 강성범 최국                 | |
| 18   | 2월 4일   | [ENG SUB] 2022년을 빛낼 아이돌 예능꾼들 모시고 털어봤습니다 Ep.18                                                                                         | 신동 예린 재현 장준 지원 쥬리      | |
| 19   | 2월 11일  | 1000대 1 경쟁률 뚫었더니 연예인 10,000명이랑 경쟁?! Ep.19                                                                                                 | 김환 박지민 김도연                 | |
| 20   | 2월 18일  | 대선 D-19! 좌우파 캐삭빵 개싸움 토론 Ep.20 | 김영민 강성범 최국                 | |
| 21   | 2월 25일  | 매일 죽고 매일 태어나는 한화 치킨스 Ep.21 | 송진우 조영구                      | |
| 22   | 3월 4일   | ※예능 최초※ 최악의 대통령 & 최고의 대통령 뽑기 Ep.22 | 김영민 강성범 최국 박지훈          | |
| 23   | 3월 11일  | 아버지도 깜짝 놀란 작곡가 그리의 히트곡 수입 Ep.23 | 그리 김형석                        | |
| 24   | 3월 18일  | 🥊지상렬 다굴맞는데 구경만 한 '인천 턱주가리' 김구라 Ep.24                                                                                                | 박종팔 윤형빈 안일권               | |
| 25   | 3월 25일  | 마계인천 김구라, 연예인 싸움 1위 등극? 박종팔 찍어누르는 김구라ㄷㄷ Ep.25                                                                                 | 박종팔 윤형빈 안일권               | |
| 번외 | 4월 8일   | 구라 최애 ♥코리안 조커 김흥국♥ 페이소스 과다 다큐 미방분 살짝 공개                                                                                        | 김흥국                             | |
| 번외 | 4월 15일  | 최고의 문제작 영구빡구 비하인드 그리고 다음 주 큰 거 온다                                                                                                 | 조영구 윤성호 강성범 최국          | |
| 26   | 4월 22일  | 모든 걸 잃은 자와 모든 걸 이룬 자 Ep.26 | 최국 강성범                        | 김구라의 코로나 확진으로 재정비의 시간을 가지고 방송하였다.                                                                          |
| 27   | 4월 29일  | 현 정권 마지막 정치 토론 ※검찰 얘기 빼고 다 나옴※ | 김영민 강성범 박지훈 최국          | |
| 28   | 5월 6일   | 엘롯기 이제는 다- 말할 수 있다! 롯데 cctv 피해자 직접 입열어... (오예스 넣어) Ep.28                                                                       | 이대형 장성호 최준석               | |
| 29   | 5월 13일  | 김흥국 산으로 불러서 릴랙스 시키려다 부처님도 GG친 사연 Ep.29                                                                                             | 김흥국 윤성호 수안스님             | |
| 30   | 5월 20일  | 전현직 거주자 명단: 글로벌 아이돌 부모님, 메이저리거, 말죽거리 선도부장, 탑 6인조 아이돌, 세계적 기타리스트, 좌우파, 싱어송라이터, 뎅기열 완치자 \| Ep.30 | 김태진 전진                        | |
| 31   | 5월 27일  | 지방선거 D-5! 초박빙 지역 결과 예측 토론! (feat.흡사 조롱대회) Ep.31                                                                                      | 김영민 강성범 박지훈 최국          | |
| 번외 | 6월 2일   | (무삭제 풀버전) 대배우 김광규 | 강준우 육중완                      | |
| 32   | 6월 3일   | 요즘 록밴드들 대체 왜 이래!! 김구라가 멱살 잡고 캐리 가능?! \| Ep.32                                                                                      | 강준우 육중완                      | |
| 33   | 6월 10일  | ※산소호흡기 필참※ 좌우가 개표방송 같이보면 파국으로 치닫는 이유 Ep.33                                                                                     | 김영민 강성범 박지훈 최국          | |
| 34   | 6월 17일  | 🇺🇸⚾오늘은 메이저 말고 마이너!! 언제까지 박찬호 류현진? 원래 남 못나가는 썰이 더 꿀잼 Ep.34                                                               | 봉중근 윤석민 이대은               | |
| 35   | 6월 24일  | ⚾Amazing! 메이저에선 꿈도 못 꿀 상상초월 개꿀잼 마이너리그 썰⚾ Ep.35                                                                                    | 봉중근 윤석민 이대은               | |
| 36   | 7월 1일   | [新구라인] 뭔가 보여드리겠습니다! 눈물 없인 볼 수 없는 ㄸㄲ쇼 Ep.36                                                                                       | 김환 이대형 장준 SHORRY J          | |
| 37   | 7월 8일   | 골때리는 식사동 당구대회🎱라인업=bts뷔 아빠친구, 벤틀리 록커, 파주 경매남, 그리고 인천다마 Ep.37                                                          | 김태원 이광기 홍서범               | |
| 38   | 7월 15일  | 후루꾸와 겐세이가 난무하는 🎱식사동 쓰리쿠션 대회🎱 Ep.38                                                                                                 | 김태원 이광기 홍서범               | |
| 번외 | 7월 21일  | ⛱️ 휴가와 어울리는 음악 추천 🎵휴방과도 어울리는 음악 |                                    | 1주 휴방을 하는 대신 업로드한 영상으로 39화에서 찍은 출근길 영상을 활용하였다. 김구라는 추천음악으로 최고의 한방 OST인 YA!를 꼽았다. |
| 39   | 7월 29일  | 30년 차 방송인 김구라의 아찔한 생방송 사고 현장! 거기에 박명수를 얹은 Ep.39                                                                               | 김태진 이기광 이현우 박명수 조우종 | 김구라가 이 특집 촬영 중 이기광의 가요광장에 게스트 출연을 하였다.                                                                   |
| 40   | 8월 5일   | 편하게 놀자고 불렀더니 편하게 정치 얘기.. 💣구제불능 4인방 모임 Ep.40                                                                                     | 김영민 강성범 박지훈 최국          | |
| 41   | 8월 12일  | 🚨실제상황🚨 "굳이 안 봐도 되는데요?" 개싸움 절교 후 처음 만나는 최국과 빡구                                                                              | 윤성호 최국                        | 절친노트 첫방송 |
| 42   | 8월 19일  | 🚨"날 언제부터 ㅈ밥으로 봤는지 모르겠지만!" 갈기갈기 찢긴 최국 빡구 절친노트🚨                                                                            | 윤성호 최국                        | |
| 43   | 8월 26일  | 🎊2022 KBS 신입직원 공개채용🎊 김구라처럼 하면 바로 광탈~                                                                                                 | 김의철 김태진 유지철               | |
| 44   | 9월 2일   | !뽑을 때까지 못 나가! 지난 10년간 가요계를 씹어먹은 8팀의 가수는?!🏆 Ep.44                                                                                | 고영배 김영대 장지원               | |
| 45   | 9월 9일   | 추석대기획을 깽판치는 식사동 멤버들 (말 드럽게 안 들음) Ep.45                                                                                             | 김태원 이광기 홍서범               | |
| 46   | 9월 16일  | 💟욕설과 패드립이 넘쳐나는 식사동 행복 윷놀이 대회💟 👪💓                                                                                                 | 김태원 이광기 홍서범               | |
| 47   | 9월 23일  | 그래서 SSG 한국시리즈 가? 말아? Ep.47 | 김광현 류선규 박윤성               | |
| 48   | 9월 30일  | [좌우파중도산악회] 이 현수막 쪽팔려서 어떡하냐 Ep.48 | 김영민 강성범 박지훈 최국          | |
| 49   | 10월 7일  | 🚨일촉즉발🚨 10년간 묵혀둔 앙금을 터뜨린다! 윤형빈 김영민의 살벌한 절친노트                                                                               | 윤형빈 김영민                      | |
| 50   | 10월 14일 | 천하의 구라마저 쫄리는 역대급 현피 현장🔥 10년 전쟁의 끝은? Ep.50                                                                                         | 윤형빈 김영민                      | |
| 51   | 10월 21일 | 청담동, 한남동 비켜라 일산 식사동이 있다! 김포와 인천이 탐내는 이 동네의 매력은? [식사동 보안관]                                                          | 남창희                             | |
| 52   | 10월 28일 | 좌새롬 우영란의 무맥락 토크: 딸 돌잔치/아내 목격담/조혜련 죽빵/중동 정세/야구농구배구/오은영... 이 토크의 끝은...?                                        | 김새롬 장영란                      | |
| 53   | 11월 7일  | 월요병퇴치 김흥국헌정쇼🤡 이 영상을 손흥민, 현빈, 윤시윤, 김상중, 엘, 민호, 이찬혁이 싫어합니다 (남진, 이정, 윤항기, 임채무 제외)                         | 김흥국                             | |
| 54   | 11월 11일 | 라이브커머스 \| 제발회 \| 커튼 \| 급성 독성 간염) | 김태진 박슬기 VJ찰스               | |
| 55   | 11월 18일 | 절친노트 AS해드립니다] 다시 만난 최국·빡구/ 형빈·영민 아직도 서먹서먹한지 확인해 보겠습니다!                                                              | 김영민 윤성호 윤형빈 최국          | |
| 56   | 11월 25일 | 괜히 화해시켰습니다 Ep.56 | 김영민 윤성호 윤형빈 최국          | |
| 57   | 12월 2일  | [제 2회 구라철 콘클라베] 주모를 부르는 우리나라 스포츠 명장면은?                                                                                          | 김태술 이광용 홍서범               | |
| 58   | 12월 9일  | KBS 기강잡는 구라철 유니버스 총출동! Ep.58 | 탁재훈                             | |
| 59   | 12월 16일 | 누적 조회수의 850만의 신화 최국, PPL로 은혜 갚다! Ep.59 (유료광고 포함)                                                                                   | 최국 채태인                        | 광고: 범맥주 |
| 60   | 12월 23일 | 광기만 행복한 연말파티🤡 Ep.60 | 김태원 이광기 홍서범               | |
| 61   | 12월 30일 | 신동엽은 대상, 김구라는 떼상🏆🏆 [KBS 연예대상] Ep.61 | 이광기 최국                        | |

### 2023년
| 회차 | 공개일   | 제목                                                                           | 게스트                      | 비고 |
| ---- | -------- | ------------------------------------------------------------------------------ | --------------------------- | --- |
| 62   | 1월 6일  | [실화] 홍서범 김흥국 개싸움 Ep.62                                              | 김흥국 홍서범               | |
| 63   | 1월 13일 | 질질 끌지 않습니다. 오늘 결판납니다🥊💥 [서범흥국대전 Ep.63                    | 김흥국 홍서범               | |
| 64   | 1월 20일 | 홍창기 원태인 예능 데뷔전 Ep.64 (유료광고포함)                                 | 홍창기 원태인 박지훈        | 광고: 함지박                                                                                                |
| 65   | 1월 27일 | 저작권법 개정 공청회 참석! (한 김구라)                                         |                             | |
| 66   | 2월 3일  | 직장인 논란? 사수로 만나기 싫은 스타 1위가 팸🥊 Ep.66                          |                             | |
| 67   | 2월 21일 | [조영구.ZIP] 이번엔 절대 내리지 않습니다                                       | 박지윤 조영구               | 2023년 2월 10일 업로드 이후, 조영구의 요청으로 삭제되었다가 7월 21일 재업로드되었다.                        |
| 68   | 2월 17일 | 이 영상을 클릭하지 않는 이유 Ep.68                                             | 김병헌 전민기               | |
| 69   | 2월 24일 | 오타니, 다르빗슈 필승 공략법🔥 WBC 프리쇼의 프리쇼 Ep.69                       | 김태균 윤석민               | |
| 70   | 3월 3일  | 국민의 힘, 누구의 손에? (이재오, 이상민의 절친노트는??!!) Ep.70                | 최국                        | |
| 71   | 3월 10일 | 해설투톱 박용택&김선우 모셔옴 Ep.71                                            | 박용택 김선우               | |
| 72   | 3월 24일 | [채태인AS특집] 내가 벌었는데 세금 왜 내?! 국세청 출신 세무사 🐕빡친 사연 Ep.72 | 채태인 안수남               | |
| 73   | 3월 31일 | 코미디언협회 신년회(feat. 기부천사 김구라) Ep.73                               |                             | |
| 74   | 4월 7일  | 남 갈구는 데 최적화! KBS 부장으로 인사발령 난 김구라 ep.74                     | 소란 박재범                 | |
| 75   | 4월 14일 | 사이비에 빠질 것 같지 않은 연예인 1위 Ep.75                                    | 심용환 박종석               | |
| 76   | 4월 21일 | 최강.구라철.지식play (feat.인간엠엘비파크) Ep.76                               | 김지윤 김선우               | |
| 77   | 4월 28일 | 이정후 MLB 구단 추천 가이드북 Ep.77                                            | 김지윤 김선우               | |
| 78   | 5월 5일  | 결혼, 행복하지만 불만은 있습니다 Ep.78                                         | 김태진 엄영수 VJ찰스        | |
| 79   | 5월 12일 | 홈쇼핑 수도승의 풀소유 인생💰 (홈쇼핑 말고 다른 유료광고 포함) Ep.79           | 염경환                      | |
| 80   | 5월 19일 | 판은 깔렸고 너는 나오기만 해 Ep.80                                             | 김새롬 김흥국               | |
| 81   | 5월 27일 | 드론으로 라면 배달 가능? (유료광고포함) Ep.81                                  | 신상진 이바로슬             | 광고 : 경기도 성남시                                                                                        |
| 82   | 6월 2일  | 구라철도 이 영화도 살려주세요🙏좀 봐주십쇼 (굽신) Ep.82                        | 김재화                      | 독립영화 익스트림 페스티벌의 제작발표회를 겸했다. 게스트들 모두 익스트림 페스티벌의 영화 감독과 배우들이다. |
| 번외 | 6월 8일  | 구라철 구독자들은 보시오                                                       |                             | |
| 83   | 6월 9일  | 200%마라맛🔥 김구라의 매운맛 상담소 Ep.83                                      |                             | |
| 84   | 6월 16일 | 구라같은 KBO 흥행 Ep.84                                                        | 송승준 박용택               | |
| 85   | 6월 23일 | 김구라가 총대 메고 물어봤습니다 Ep.85                                          | 송승준 박용택               | |
| 86   | 6월 30일 | ❗실전❗ 사기 무서워서 김구라한테 전셋집 구해달라는 변호사 Ep.86               | 김인만 송해냄               | |
| 87   | 7월 7일  | 구라의 웃음버튼 식사동 패밀리 ep.87                                            | 김태원 이광기 홍서범 이동환 | |
| 88   | 7월 14일 | ※내려가기전보세요※ 오늘의 폭주 리스트🔥 1) 사건사고썰 2) 돈 얘기 3) 부부갈등   | 조영구                      | |
| 89   | 7월 28일 | 건강보험료, 김구라한테 탈탈 털림 Ep.89                                         | 조영구 (목소리출연)         | 국민건강보험공단                                                                                            |
| 90   | 8월 4일  | [할.거.남] 할부를 거부하는 남자 김구라 Ep.90                                   |                             | |
| 91   | 8월 11일 | 김구라 회식 중에 돌발 선언 Ep.91                                               |                             | |

## 논란
31화에 호스트로 출연한 태진아 편의 공개 직후 많은 논란이 되었다. 우선 태진아는 현재 젊은 층에서의 여론이 매우 나쁜 상황이라 출연진 선정 자체가 미스라는 의견이 많았다. 태진아의 장남인 조유명은 YMC엔터테인먼트 - 스윙엔터테인먼트를 운영하고 있는데, 이 기획사들은 최악의 일처리와 프로듀싱 능력으로 인해 대차게 까인지라 프듀 팬들은 댓글창에서 울분을 토로했다. 특히 아이오아이 팬들은 지금까지도 YMC 하면 치를 떠는 수준이라 더 반발이 심했다. 거기에 소속사 재계약 문제에 있어서 이들은 악명 높은데, 대표적으로 에일리는 YMC와 계약 만료 직후 음악 방송 활동이 전무한 상황인데, 이 배후에 YMC의 뒷공작이 있다는 의혹이 제기되는 상황이어서 더욱 더 평판이 좋지 않다. 제작진 역시 썸네일로 논란을 자초했다. 최초 공개 당시 영상 썸네일에 IZ*ONE 출신 장원영과 X1 출신 김요한을 넣고 김요한에게 '만료', 장원영에게 '곧 만료'라는 글자를 마치 이마에 낙인찍는 것 마냥 붙여서 인격 모독이라는 논란이 일었다. 특히 IZ*ONE은 이미 2월 중순 컴백할 당시 KBS 예능국이 가이드라인에 없는 뮤직뱅크 출연 제한 조치를 내려 팬들과 한 차례 엄청난 마찰을 빚었다가 꼬리를 내린 적 있으며, 이로 인해 당시 뮤직뱅크 CP가 교체되었음에도 불구하고 또 다시 KBS에서 이런 일을 일으키면서 팬들의 분노를 유발했다. 그리고 X1은 원치 않게 해체되었음에도 계약 만료라는 적절치 못한 표현을 써 X1 멤버들과 팬들을 두 번 죽인 꼴이 되었다.
결국 영상 최초 공개 시작 전부터 채팅창은 IZ*ONE, X1 팬들의 항의로 가득찼고, 결국 20분만에 영상을 내리고 새 썸네일로 교체했다. 정작 영상 내에서 X1에 대한 언급은 1도 없었고, IZ*ONE은 단 한번밖에 언급이 안 되면서 제작진들이 다분히 악의적인 의도로 썸네일을 만들었다는 것으로 밖에 설명할 수 없게 되었다.